# Modelo Padrão
Na física de partículas, o Modelo Padrão é uma teoria que descreve as forças fundamentais (forte, fraca e, eletromagnética), bem como as partículas fundamentais que constituem toda a matéria (férmiom e bóson) desenvolvida entre 1970 e 1973; é uma teoria quântica de campos, consistente com a mecânica quântica e a relatividade especial, que descreve as interações de forças e partículas da matéria. Para demonstrar sua importância, quase todos os testes experimentais das três forças descritas pelo Modelo Padrão concordaram com as suas previsões. Entretanto, o Modelo Padrão não é uma teoria completa das interações fundamentais, em primeiro lugar porque não descreve a gravidade.

## Conceito
O Modelo Padrão descreve dois tipos de partículas fundamentais (elementares): férmiom e bóson.
- férmiom é a partícula que forma a matéria e,[2] possui o spin semi-inteiro e obedecem o princípio de exclusão de Pauli, que diz que férmions idênticos não podem compartilhar o mesmo estado quântico.
- bóson é a partícula que transmite a força e,[2] possui o spin inteiro e não obedecem o princípio de exclusão de Pauli.

Informalmente falando, os férmions são as partículas que constituem a matéria e os bósons são as partículas que transmitem as forças. Para uma descrição detalhada das diferenças entre férmions e bósons, veja o artigo de partículas idênticas.
No Modelo Padrão, a teoria da interação eletrofraca (que descreve as interações fracas e eletromagnéticas) é combinada com a teoria da cromodinâmica quântica. Todas estas teorias são teorias de calibre, significando que modelam as forças entre férmions acoplando aos bósons que "carregam" as forças. A Lagrangiana de cada conjunto de bósons mediadores é invariante sob uma transformação chamada de transformação de calibre, assim estes bósons mediadores são referidos como bósons de calibre. Os bósons no Modelo Padrão são:
- Fótons, que intermediam a interação eletromagnética.
- Bósons W e Z, que intermediam a interação fraca.
- Oito espécies dos glúons, que mediam a interação forte. Seis destes glúons são rotulados como pares de "cores" e de "anti-cores" (por exemplo, um glúon pode carregar o "vermelho" e "anti-verde".) Outras duas espécies são uma mistura mais complexa das cores e anti-cores.
- Os bósons de Higgs, que induzem a quebra espontânea de simetria dos grupos de calibre e são responsáveis pela existência da massa inercial.

As transformações de gauge dos bósons de calibre podem ser descritas usando um grupo unitário chamado grupo de calibre. O grupo de calibre da interação forte é o SU(3), e o grupo de calibre da interação eletrofraca é o SU(2)×U(1). Conseqüentemente, o Modelo Padrão é frequentemente referido como SU(3)×SU(2)×U(1). O bóson de Higgs é o único bóson na teoria que não é um bóson de calibre; tem um status especial na teoria, o que foi assunto de algumas controvérsias. Grávitons, os bósons que acredita-se mediar a interação gravitacional, não é explicado no Modelo Padrão.
Há doze tipos diferentes de "sabores" dos férmions no Modelo Padrão. Entre o próton, o nêutron, e o elétron, aqueles férmions que constituem a maior parte da matéria, o Modelo Padrão considera somente o elétron uma partícula fundamental. O próton e o nêutron são agregados de umas partículas menores conhecidas como quarks, que são mantidos junto pela interação forte.

## Testes e predições
O Modelo Padrão predisse a existência dos bósons W e Z, dos glúons, do quark top e do quark charm antes que estas partículas fossem observadas. Suas propriedades preditas foram confirmadas experimentalmente com uma boa precisão.
O grande colisor de Elétron-Pósitron no CERN testou várias predições sobre a decaimento dos bósons Z, e foram confirmados.
Para ter uma ideia do sucesso do Modelo Padrão, uma comparação entre os valores medidos e preditos de algumas quantidades são mostrados na seguinte tabela:
| Quantidade       | Medido (GeV)     | Modelo Padrão (GeV) |
| ---------------- | ---------------- | ------------------- |
| Massa do bóson W | 80.387 ± 0.019   | 80.390 ± 0.018      |
| Massa do bóson Z | 91.1876 ± 0.0021 | 91.1874 ± 0.0021    |

## Tabela
| Fermion | Símbolo                          | Carga elétrica | Carga fraca*                 | Isospin fraco | Hipercarga | Carga de cor*                       | Massa**     |
| Geração 1 | Geração 1                        | Geração 1      | Geração 1                    | Geração 1     | Geração 1  | Geração 1                           | Geração 1   |
| --- | -------------------------------- | -------------- | ---------------------------- | ------------- | ---------- | ----------------------------------- | ----------- |
| Eletron | {\displaystyle e_{}^{}}          | -1             | {\displaystyle \mathbf {2} } | -1/2          | -1/2       | {\displaystyle \mathbf {1} }        | 0.511 MeV   |
| neutrino eletron | {\displaystyle \nu _{e}^{}}      | 0              | {\displaystyle \mathbf {2} } | +1/2          | -1/2       | {\displaystyle \mathbf {1} }        | < 50 eV     |
| Posítron | {\displaystyle e_{}^{c}}         | 1              | {\displaystyle \mathbf {1} } | 0             | 1          | {\displaystyle \mathbf {1} }        | 0.511 MeV   |
| Antineutrino eletron | {\displaystyle \nu _{e}^{c}}     | 0              | {\displaystyle \mathbf {1} } | 0             | 0          | {\displaystyle \mathbf {1} }        | < 50 eV     |
| Quark Up | {\displaystyle u_{}^{}}          | +2/3           | {\displaystyle \mathbf {2} } | +1/2          | +1/6       | {\displaystyle \mathbf {3} }        | ~5 MeV ***  |
| Quark Down | {\displaystyle d_{}^{}}          | -1/3           | {\displaystyle \mathbf {2} } | -1/2          | +1/6       | {\displaystyle \mathbf {3} }        | ~10 MeV *** |
| Antiquark Up | {\displaystyle u_{}^{c}}         | -2/3           | {\displaystyle \mathbf {1} } | 0             | -2/3       | {\displaystyle \mathbf {\bar {3}} } | ~5 MeV ***  |
| Antiquark Down | {\displaystyle d_{}^{c}}         | +1/3           | {\displaystyle \mathbf {1} } | 0             | +1/3       | {\displaystyle \mathbf {\bar {3}} } | ~10 MeV *** |
| Geração 2 |                                  |                |                              |               |            |                                     |             |
| Muon | {\displaystyle \mu _{}^{}}       | -1             | {\displaystyle \mathbf {2} } | -1/2          | -1/2       | {\displaystyle \mathbf {1} }        | 105.6 MeV   |
| Neutrino muon | {\displaystyle \nu _{\mu }^{}}   | 0              | {\displaystyle \mathbf {2} } | +1/2          | -1/2       | {\displaystyle \mathbf {1} }        | < 0.5 MeV   |
| Anti-Muon | {\displaystyle \mu _{}^{c}}      | 1              | {\displaystyle \mathbf {1} } | 0             | 1          | {\displaystyle \mathbf {1} }        | 105.6 MeV   |
| antineutrino Muon | {\displaystyle \nu _{\mu }^{c}}  | 0              | {\displaystyle \mathbf {1} } | 0             | 0          | {\displaystyle \mathbf {1} }        | < 0.5 MeV   |
| Quark charme | {\displaystyle c_{}^{}}          | +2/3           | {\displaystyle \mathbf {2} } | +1/2          | +1/6       | {\displaystyle \mathbf {3} }        | ~1.5 GeV    |
| Quark Estranho | {\displaystyle s_{}^{}}          | -1/3           | {\displaystyle \mathbf {2} } | -1/2          | +1/6       | {\displaystyle \mathbf {3} }        | ~100 MeV    |
| Antiquark anti-charme | {\displaystyle c_{}^{c}}         | -2/3           | {\displaystyle \mathbf {1} } | 0             | -2/3       | {\displaystyle \mathbf {\bar {3}} } | ~1.5 GeV    |
| Antiquark anti-estranho | {\displaystyle s_{}^{c}}         | +1/3           | {\displaystyle \mathbf {1} } | 0             | +1/3       | {\displaystyle \mathbf {\bar {3}} } | ~100 MeV    |
| Geração 3 |                                  |                |                              |               |            |                                     |             |
| Tau | {\displaystyle \tau _{}^{}}      | -1             | {\displaystyle \mathbf {2} } | -1/2          | -1/2       | {\displaystyle \mathbf {1} }        | 1.784 GeV   |
| Neutrino tau | {\displaystyle \nu _{\tau }^{}}  | 0              | {\displaystyle \mathbf {2} } | +1/2          | -1/2       | {\displaystyle \mathbf {1} }        | < 70 MeV    |
| Anti-Tau | {\displaystyle \tau _{}^{c}}     | 1              | {\displaystyle \mathbf {1} } | 0             | 1          | {\displaystyle \mathbf {1} }        | 1.784 GeV   |
| Antineutrino tau | {\displaystyle \nu _{\tau }^{c}} | 0              | {\displaystyle \mathbf {1} } | 0             | 0          | {\displaystyle \mathbf {1} }        | < 70 MeV    |
| Quark Top | {\displaystyle t_{}^{}}          | +2/3           | {\displaystyle \mathbf {2} } | +1/2          | +1/6       | {\displaystyle \mathbf {3} }        | 173 GeV     |
| Quark Bottom | {\displaystyle b_{}^{}}          | -1/3           | {\displaystyle \mathbf {2} } | -1/2          | +1/6       | {\displaystyle \mathbf {3} }        | ~4.7 GeV    |
| Antiquark Top | {\displaystyle t_{}^{c}}         | -2/3           | {\displaystyle \mathbf {1} } | 0             | -2/3       | {\displaystyle \mathbf {\bar {3}} } | 173 GeV     |
| Antiquark Bottom | {\displaystyle b_{}^{c}}         | +1/3           | {\displaystyle \mathbf {1} } | 0             | +1/3       | {\displaystyle \mathbf {\bar {3}} } | ~4.7 GeV    |
| * - Essas não são Cargas abelianas ordinárias que podem ser adicionadas, mas sim identificações de Representações de grupo dos Grupos de Lie. ** – A massa é realmente um acoplamento entre fermion dextrógeno e levógeno. Por exemplo, a massa de um elétron é realmente um acoplamento entre um elétron dextrógeno e levógeno, o qual é antiparticula de um positron levógeno. Também os neutrinos mostram a grande mistura entre seus acoplamentos de massa, então não é certo falar de massa do neutrino e no Sabor básico ou sugerir que o neutrino elétron levógeno e um neutrino elétron dextrógeno tem a mesma massa como esta tabela parece sugerir. *** – O que é sempre medido experimentalmente são as massas dos baryons e hadrons e vários razões de seção transversal. Desde que os quarks não podem ser isolados por causa do confinamento QCD, a quantidade expressa é a suposta massa do quark na escala da renormalização de fase de transição QCD. |                                  |                |                              |               |            |                                     |             |

Os fermions podem ser agrupados em três gerações, a primeira consiste do elétron, quark up e down e o neutrino elétron. Toda a matéria ordinária é feita desta primeira geração de partículas; as gerações mais altas de partículas decaem rapidamente para a primeira geração e somente podem ser gerados por um curto tempo em experimentos de alta-energia. A razão para este arranjo em gerações é que os quatro fermions em cada geração comportam-se sempre exatamente como seus contrapontos na outra geração; a única diferença e suas massas. Por exemplo, o elétron e o muon têm sempre meio spin e carga elétrica unitária, mas o muon é cerca de 200 vezes mais massivo.
Os elétrons, os neutrino-eletron, e seus contrapontos em outras gerações, são chamados de "leptons", "partículas de interação fraca". Diferentes dos quarks, eles não possuem uma qualidade chamada "cor", e suas interações são somente eletromagnética e fraca, e diminuem com a distância. Por outro lado, a força forte ou cor entre os quarks se torna mais forte com a distância, tal que os quarks são sempre encontrado em combinações neutras chamadas de hadrons, num fenômeno conhecido como confinamento quark. Existem os fermionic baryons compostos de três quark (o proton e o neutron para começar são os exemplos mais familiares) e os mesons bosonico compostos de um par quark-antiquark (tais como os pions). A massa de cada agrupamento excede a massa de seus componentes devido a energia de ligação.

## Desafios do modelo
Embora o Modelo Padrão tivesse um grande sucesso de explicar os resultados experimentais, ele nunca foi aceito como uma teoria completa da física fundamental, por ter dois grandes defeitos:
1. O modelo contém 19 parâmetros livres, tais como as massas da partícula, que devem ser determinadas experimentalmente (mais uns outros 10 para massas do neutrino). Estes parâmetros não podem ser calculados independentemente.
2. O modelo não descreve a interação gravitacional.

Desde a conclusão do Modelo Padrão, muitos esforços foram feitos dirigidos a estes problemas.
Uma tentativa de resolver o primeiro defeito é conhecida como teorias de grande unificação. As teorias de grande unificação às vezes chamada de (GUTs) especulam que o SU(3), o SU(2), e o U(1) grupos são subgrupos de um único grupo da simetria maior. Em altas energias (além do alcance de experiências atuais), a simetria do grupo unificador é preservada; em energias baixas, reduz-se a SU(3)×SU(2)×U(1) por um processo conhecido como quebra espontânea de simetria. A primeira teoria deste tipo foi proposta em 1974 por Georgi e por Glashow, usando SU(5) como o grupo unificador. Uma característica importante desta GUT é que, ao contrário do Modelo Padrão, o modelo de Georgi-Glashow prediz a existência do decaimento do próton. Em 1999, o Observatório de neutrinos Super-Kamiokande relatou que não tinha detectado o decaimento do próton, estabelecendo um limite mais baixo na meia-vida do próton de 6.7 × 1032 anos. Isto e outras experiências descartaram numerosas GUTs, includindo o SU(5).
Além disso, há algumas razões cosmológicas (espaciais) pelas quais acredita-se que o Modelo Padrão está incompleto, dentro dele estão: a matéria e o antimatéria são simétricas, a preponderância da matéria no universo poderia ser explicada dizendo que o universo começou fora deste caminho (mas a maioria dos físicos acham essa explicação não elegante); a inflação cósmica que acredita-se ter ocorrido no começo do universo, uma consequência de sua omissão da gravidade; o fato das galáxias estarem em expansão acelerada, possivelmente impulsionada por uma força desconhecida a "energia escura", e; o fato das galáxias também estão girando com mais velocidade, possivelmente impulsionada por uma partícula invisível a " matéria escura". Exemplos que fazem parte da "física além do Modelo Padrão", pois este não explica alguns fenômenos que ocorrem no universo.
A existência do bóson de Higgs, que é predita pelo Modelo Padrão, foi confirmada em 14 de março de 2013.
O primeiro desvio experimental do Modelo Padrão veio em 1998, quando os resultados publicados pelo Super-Kamiokande indicaram a oscilação dos neutrinos. Isto implicou a existência de massas não-nulas dos neutrinos desde que partículas sem massa viajam na velocidade da luz e assim não experimentam a passagem do tempo. O Modelo Padrão não acomodou neutrinos massivos, porque supôs a existência somente dos neutrinos "canhotos", que têm o spin alinhado no sentido anti-horário em relação ao seu eixo de movimento. Se os neutrinos tiverem massas não-nulas, então eles viajam necessariamente mais lentamente do que a velocidade da luz. Consequentemente, seria possível "alcançar" um neutrino, escolhendo um sistema da referência em que o seu sentido do movimento é invertido sem afetar seu spin (que os faz destros). Desde então, os físicos revisam o Modelo Padrão para permitir que os neutrinos tenham massas, o que fazem aumentar os parâmetros livres adicionais além dos 19 iniciais.
Uma extensão do Modelo Padrão pode ser encontrada na teoria da supersimetria que propõe um "parceiro" supersimétrico massivo para cada partícula no Modelo Padrão convencional. Essas partículas supersimétricas foram sugeridas como candidatas para explicar a matéria escura.

## Experimento múon g-2
O múon g-2  é um experimento de física de partículas com um conjunto de partículas de múons no laboratório de Fermilab (em Batavia, Illinois), que tenta medir o momento da anomalia magnetica desta partícula (com precisão de 0,14 ppm); este experimento mostra que os múons oscilaram mais rápido do que a velocidade prevista no Modelo Padrão, um fenômeno que que faz parte da "física além do Modelo Padrão". O pesquisador do experimento e professor universitário Graziano Venanzoni (Universidade de Liverpool) teoriza-se que essa oscilação inesperada pode ser causado por uma nova força ainda desconhecida (chamada a quinta força da natureza).

## Tempo tridimensional
Enquanto a física tradicional entende o tempo como uma progressão linear (passado-presente-futuro), o tempo-3D sugere outras direções possíveis para o fluxo temporal. A teoria da relatividade do Einstein mostra que o espaço-tempo tem quatro dimensões: três espaciais (comprimento, largura e altura) e uma temporal, mas um experimento usando um processador quântico criou duas dimensões simultâneas do tempo. O tempo-3D, é a teoria onde o tempo possui múltiplas dimensões independentes igual o espaço, onde o tempo teria três eixos de movimento semelhante aos três eixos espaciais (x, y e, z). Assim combinados existiriam seis dimensões de espaço-tempo.
A pesquisa na Universidade de Alaska Fairbanks (UAF) de Gunther Kletetschka propõe que, o tempo é a única propriedade fundamental na qual todos os fenômenos físicos ocorrem e que o tempo possui três dimensões, o espaço seria uma manifestação secundária do tempo. Que mesmo em múltiplas dimensões temporais ainda funciona o sistema causa-efeito, que as seis dimensões espaço-tempo pode ajudar a resolver um grande desafio da física: unificar a mecânica quântica e a gravidade, uma explicação unificada do universo (semelhante a teoria de tudo).

Por exemplo, uma pessoa caminhando em linha reta, avança vivenciando o tempo normalmente. Agora pense em um caminho perpendicular que cruza o caminho reto anterior e, se a pessoa pudesse percorrer esse caminho lateral permanecendo no mesmo momento de tempo (sem retroceder e sem avançar no tempo), possivelmente a pessoa vivenciaria outras versões do mesmo dia sem o movimento do tempo (semelhante a teoria dos multiversos).

## Artigos selecionados
- Y. Hayato et al., Search for Proton Decay through p → νK+ in a Large Water Cherenkov Detector. Phys. Rev. Lett. 83, 1529 (1999).
- S.F. Novaes, Standard Model: An Introduction, hep-ph:0001283